# Georg Schnéevoigt
För den danske regissören: se George Schnéevoigt.

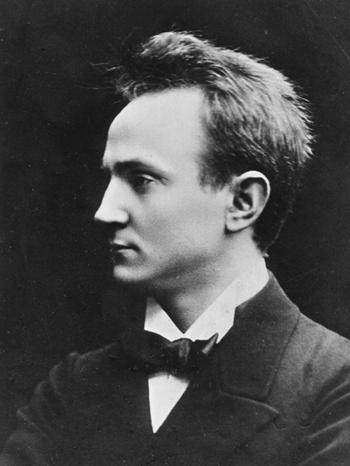
Georg Schnéevoigt fotograferad kring sekelskiftet 1900.

Georg Lennart Schnéevoigt, född 8 november 1872 i Viborg, död 28 november 1947 i  Malmö, var en finländsk dirigent och cellist. Han ingick 1898 äktenskap med Sigrid Schnéevoigt.
Schnéevoigt var son till en kapellmästare och påbörjade sina musikstudier under faderns ledning. Studierna fortsattes vid Orkesterskolan i Helsingfors samt därefter vid konservatorierna i Sondershausen, Leipzig och Bryssel. Han studerade kontrapunkt och fuga i Dresden och Wien. I åtta år var han solocellist vid Filharmoniska sällskapets orkester i Helsingfors. Samtidigt var han lärare vid Orkesterskolan och Helsingfors musikinstitut. Som cellist företog han framgångsrika konsertresor både i sitt eget och främmande länder. Han dirigerade 1901 symfoniorkestern vid utställningen i Riga och var därefter till 1913 dirigent i Riga under somrarna, utom 1910 och 1911, då han dirigerade i Kiev. 
Sin stora ryktbarhet som dirigent vann Schnéevoigt 1904–08, då han som Felix Weingartners efterträdare var förste dirigent vid Kaimorkestern i München. Med denna orkester företog han konsertturnéer i Tyskland, Österrike, Schweiz, Belgien, Nederländerna och Italien, i sammanlagt 125 olika städer. År 1909 bildade han Rigaer Symphonie-Orchester, som företog turnéer i Ryssland, även till Helsingfors, samt 1912 Helsingfors symfoniorkester, som gjorde turnéer till Stockholm och Sankt Petersburg. Sistnämnda år ledde han det första uppförandet av "Mästersångarna i Nürnberg" och 1913 av "Parsifal" i Sankt Petersburg. 
När Helsingfors stadsorkester 1914 bildades, blev Schnéevoigt förste dirigent. Samma år dirigerade han vid Stockholms Konsertförening och var 1915–24 ordinarie förste dirigent där, varjämte han dock kvarstod vid Helsingfors stadsorkester. År 1924 blev han anförare för stadsorkestern i Düsseldorf. Han ledde därjämte sedan 1919 en av honom skapad symfoniorkester i Kristiania och dirigerade om somrarna från 1918 konserterna i Scheveningen.  Eftersom han hade dirigerat i Europas, USA:s och Australiens huvudstäder på 1920–30-talen kallades han "den flygande finländaren".
Efter denna period dirigerade han ett flertal orkestrar, bland andra Münchens filharmoniska orkester, Stockholms symfoniorkester och symfoniorkestrarna i Sydney och  Los Angeles. Från 1930 till 1947 var han chefsdirigent för Malmö symfoniorkester. 
När han stod på höjden av sin karriär räknades han som en av samtidens främsta dirigenter. Schnéevoigt var nära vän till Jean Sibelius och framförde ofta dennes verk. Han återfann manuskripten till två Lemminkäinenlegender som hade ansetts förlorade och svarade även för deras uruppförande. Schnéevoigt svarade också för den första skivinspelningen av Sibelius 6:e symfoni.
Schnéevoigt var, trots diktatoriska tendenser, en suverän tolkare av expressiv musik, som Tjajkovskij. Även Brahms och Sibelius kunde han tolka mer än väl. Han invaldes 1917 som ledamot av Kungliga Musikaliska Akademien i Stockholm.

## Utmärkelser
- Riddartecknet av Finlands Vita Ros’ orden[1]
- Kommendör av Sankt Olavs orden[1]
- Kommendör av Hederslegionen[1]
- Tre Stjärnors orden, femte klass[1]
- Kommendör av Oranien-Nassauorden[1]
- Kommendör av Nordstjärneorden[1]

[Redigera Wikidata]